# حريش عملاق
حريش عملاق (الاسم العلمي: Lithobius giganteus) هو نوع من المفصليات يتبع جنس الحريش من الفصيلة الحريشية.